# Jonathan Clauss
Jonathan Florent Clauss (* 25. září 1992, Štrasburk) je francouzský profesionální fotbalista, který hraje jako pravý obránce za OL Marseille a národní tým Francie.
Začal hrát v ASPV Štrasburk, v roce 2013 přestoupil do SV Linx a později hrál za: Raon-l'Étape, Avranches a Quevilly-Rouen. V roce 2018 přestoupil do Arminie Bielefeld a v roce 2020 do RC Lens. Od roku 2022 hraje za Marseille.

## Úspěchy

### Arminia Bielefeld
1× 2. Německá fotbalová Bundesliga